# Lordat
Lordat är en kommun i departementet Ariège i regionen Occitanien i södra Frankrike. Kommunen ligger  i kantonen Les Cabannes som ligger i arrondissementet Foix. År 2022 hade Lordat 63 invånare.

## Befolkningsutveckling
Antalet invånare i kommunen Lordat
Referens: INSEE